# Commission de Surendettement des personnes physiques
La commission de Surendettement des personnes physiques est un organisme monégasque agissant dans le surendettement particulier.

## Histoire
La commission de Surendettement des personnes physiques est instituée par ordonnance souveraine du 12 mai 1998.

## Objectif
La commission est chargée « d'examiner la situation des débiteurs de bonne foi, domiciliés depuis trois ans au moins dans la Principauté, qui sont dans l'impossibilité de faire face à l'ensemble de leurs dettes non professionnelles exigibles ou à échoir ». Elle a une « une mission de conciliation entre le débiteur et ses créanciers en vue d'établir un plan conventionnel de redressement dans les trois mois de sa saisine ».

## Fonctionnement
La commission de surendettement des personnes physiques est saisie, par le débiteur, par une déclaration remise ou adressée à son secrétariat, comprenant les éléments indispensables à l'instruction du dossier. À peine d'irrecevabilité, la demande doit : être signée par le débiteur ; préciser ses nom et adresse ; mentionner sa situation familiale ; fournir un état sommaire de ses revenus et des éléments actifs et passifs de son patrimoine ; indiquer le nom et l'adresse de ses créanciers. Le secrétariat informe le débiteur et ses créanciers de la saisine de la commission par lettre simple. La commission est saisie à la date de cette information. La commission se prononce sur la recevabilité de la demande par une décision motivée, notifiée au débiteur ainsi qu'aux créanciers.
La commission dresse l'état de surendettement du débiteur et s'efforce de concilier les parties en vue de l'élaboration du plan conventionnel de redressement. Ce plan peut, notamment, comporter les mesures suivantes : report ou rééchelonnement du paiement des dettes ; remise des dettes ; réduction du taux d'intérêt ; consolidation, création ou substitution de garantie ; assistance à la gestion d'un budget familial. Le plan peut subordonner les mesures visées à l'alinéa précédent soit à l'accomplissement par le débiteur, d'actes propres à faciliter ou à garantir le paiement de la dette, soit à l'abstention par le débiteur, d'actes qui aggraveraient son insolvabilité. La commission peut demander à entendre le débiteur et les créanciers ou les faire entendre par l'un de ses membres. Le plan conventionnel de redressement est signé et daté par les parties ; une copie leur en est adressée.
Les membres de la commission et toute personne ayant participé à l'instruction du dossier de surendettement sont soumis au secret quant aux informations dont ils ont à connaître dans le cadre de ladite procédure. Lorsque la commission constate l'échec de sa mission de conciliation, elle le notifie au débiteur par lettre recommandée et aux créanciers par lettre simple et recommande aux parties des mesures d'apurement du passif.

## Composition
La commission est composée par :
- un conseiller d'État (qui la préside) ;
- un représentant du Conseil économique, social et environnemental ;
- un représentant de l'Association monégasque des activités financières (sous son ancien nom Association monégasque des banques dans le texte) ;
- l'inspecteur général de l'Administration ;
- le directeur du Budget et du Trésor, ou son représentant ;
- le directeur de l'Action sanitaire et sociale, ou son représentant.

La commission peut, en outre, s'adjoindre le concours de toute personne qualifiée. Le secrétariat est assuré par un fonctionnaire du département des finances et de l'économie. Les décisions et propositions de la commission sont prises à la majorité des suffrages exprimés, la voix du président étant prépondérante en cas de partage.